# Eudémis de la vigne
Lobesia botrana
Espèce
L’Eudémis de la vigne (Lobesia botrana) est un petit insecte lépidoptère de la famille des Tortricidae. Sa chenille est un ravageur de la vigne aussi connu sous le nom de ver de la grappe ou de tordeuse comme le sont aussi la Cochylis (Eupoecilia ambiguella) et l'Eulia (Eulia ministrana). C'est notamment pour lutter contre cet insecte que l'arséniate de plomb, bien que hautement toxique, écotoxique et composé d'un métalloïde (arsenic) et d'un métal lourd (plomb) non-biodégradable a été utilisé sur les vignes comme pesticide durant des décennies.

## Accouplement
Le papillon femelle attire le mâle grâce à une odeur chimique spécifique, une phéromone sexuelle.

## Répartition
L'Eudémis de la vigne est répandu dans le sud-ouest de l'Europe, en Afrique du Nord, en Anatolie et dans le Caucase.
En France, on le trouve dans le Midi et le Sud-Ouest.

## Description
L'imago est un papillon plus petit que la Cochylis, avec une envergure de 6 à 7 mm, des ailes antérieures grises, marbrées de taches rousses et brunes. La chenille qui fait de 8 à 9 mm de long est de couleur vert jaunâtre à brun clair avec une tête jaune clair, elle est vive et agile.

## Lutte biotechnologique
Elle vise à rompre le cycle de reproduction des ravageurs, dont en maintenant l'équilibre entre les populations parasites et leurs prédateurs (équilibre prédateur-proie). Plusieurs techniques de lutte apparaissent autres que les insecticides chimiques, afin de ne pas polluer l'environnement et protéger le consommateur et le viticulteur.
L'une de ces méthodes est la confusion sexuelle, qui consiste à saturer l'atmosphère en phéromones propres à introduire une confusion pour les insectes et donc à limiter les accouplements. Une société comme M2i Life Sciences met au point une solution permettant en un seul passage de pulvérisateur de traiter contre le mildiou et l’oïdium, d'une part, et contre les vers de grappe, par un procédé de microencapsulation de phéromones dans des billes de cire.
On a montré dans les années 1990 que la Tanaisie commune affecte négativement la reproduction de l'Eudémis de la vigne, un lépidoptère ravageur de la vigne.
Selon le paysage et des conditions plus ou moins propices (enherbemment de la parcelle, présence de haies), certaines espèces de chiroptères, dont la pipistrelle commune, peuvent être des auxiliaires dans la lutte biologique.
En France, depuis 2018, l'université de Tours pilote le projet «Campovigne», qui étudie l'utilisation de Campoplex capitator en tant qu'agent de lutte biologique contre Lobesia botrana.